# Junonia hopfferi
Junonia hopfferi är en fjärilsart som beskrevs av Heinrich Benno Möschler 1872. Junonia hopfferi ingår i släktet Junonia och familjen praktfjärilar. Inga underarter finns listade i Catalogue of Life.